# Zoopsidella
Zoopsidella là một chi rêu trong họ Lepidoziaceae.